# Lissabon-Halbmarathon
Der Lissabon-Halbmarathon (portugiesisch Meia Maratona de Lisboa, offiziell: EDP Meia Maratona de Lisboa) ist einer der größten und sportlich bedeutendsten Halbmarathons weltweit. Er findet seit 1991 in Lissabon statt, in der Regel im März.
Der Start ist auf der Ponte 25 de Abril. Von dort geht es nach Norden in den Stadtteil Alcântara und dann auf eine Wendepunktstrecke in Richtung Osten entlang des Tejo, bis zur Estátua do Duque da Terceira.  Nach gut 11 km wird die Brücke, auf der gestartet wurde, in westlicher Richtung unterquert. Weiter entlang des Tajo wird der Zielbereich in Belém und die Kleinstadt Oeiras, mit ihren Stadtteilen Algés und Cruz Quebrada passiert. Kurz vor dem Fluss Jamor befindet sich der zweite Wendepunkt, welcher wieder zurück in Richtung Belém führt. Das Ziel ist auf der Praça do Império vor dem Mosteiro dos Jerónimos. Da die Strecke ein Nettogefälle von 69 Höhenmetern hat, ist sie nicht für Rekorde oder Bestenlisten geeignet. Um diesem Umstand abzuhelfen, gibt es seit 2008 für die Eliteläufer einen gesonderten Start auf Meereshöhe.
Beim zweiten European Running Congress am 8. September 2019 wurde bekanntgegeben, dass der Lissabon-Halbmarathon Teil der neuen europäischen Halbmarathon-Laufserie SuperHalfs sein wird.
Die 30. Ausgabe des Lissabon-Halbmarathon war ursprünglich für den 22. März 2020 geplant, wurde dann wegen der COVID-19-Pandemie auf den 6. September 2020 verlegt. Da auch dieser Termin keine Veranstaltung zuließ wurde dieser zunächst auf den 9. Mai 2021 verlegt, bevor eine weitere Verlegung auf den 12. September 2021 folgte.
Im März 2021 wurde der Lauf ein weiteres Mal auf den 21. November 2021 verschoben.
Der für den 20. März 2022 geplante Lauf wurde im Dezember 2021 auf den 8. Mai 2022 verlegt.

## Statistik

### Streckenrekorde
- Männer: 57:31 min, Jacob Kiplimo (UGA), 2021
- Frauen: 1:04:21 h, Tsigie Gebreselama (ETH), 2025

### Siegerliste
Quellen: Website des Veranstalters ARRS

#### Rekordtauglicher Kurs (seit 2008)
| Ausgabe | Datum         | Männer                 | Nation                 | Zeit       | Frauen                  | Nation             | Zeit    |
| ------- | ------------- | ---------------------- | ---------------------- | ---------- | ----------------------- | ------------------ | ------- |
| 34      | 9. März 2025  | Abdi Waiss             | Dschibuti              | 0 59:44    | Tsigie Gebreselama      | Äthiopien          | 1:04:21 |
| 33      | 17. März 2024 | Dinkalem Ayele         | Äthiopien              | 1:00:36    | Brigid Kosgei           | Kenia              | 1:05:51 |
| 32      | 12. März 2023 | Nibret Melak           | Äthiopien              | 0 59:06    | Almaz Ayana             | Äthiopien          | 1:05:30 |
| 31      | 8. Mai 2022   | Keneth Kiprop Renju    | Kenia                  | 1:00:13    | Tsehay Gemechu -2-      | Äthiopien          | 1:06:44 |
| 30      | 21. Nov. 2021 | Jacob Kiplimo          | Uganda                 | 0 57:31 WR | Tsehay Gemechu          | Äthiopien          | 1:06:06 |
| 29      | 17. März 2019 | Mosinet Geremew        | Äthiopien              | 0 59:36    | Vivian Cheruiyot        | Kenia              | 1:06:34 |
| 28      | 11. März 2018 | Eric Kiptanui          | Kenia                  | 1:00:05    | Etagegn Woldu           | Äthiopien          | 1:11:27 |
| 27      | 19. März 2017 | Jake Robertson         | Neuseeland             | 1:00:01    | Mare Dibaba             | Äthiopien          | 1:09:43 |
| 26      | 20. März 2016 | Sammy Kirop Kitwara    | Kenia                  | 0 59:47    | Ruti Aga                | Äthiopien          | 1:09:16 |
| 25      | 22. März 2015 | Mo Farah               | Vereinigtes Königreich | 0 59:32    | Rose Chelimo            | Kenia              | 1:08:22 |
| 24      | 16. März 2014 | Bedan Karoki Muchiri   | Kenia                  | 0 59:58    | Worknesh Degefa         | Äthiopien          | 1:08:46 |
| 23      | 24. März 2013 | Bernard Koech          | Kenia                  | 0 59:54    | Edna Kiplagat           | Kenia              | 1:08:48 |
| 22      | 25. März 2012 | Zersenay Tadese -3-    | Eritrea                | 0 59:34    | Shalane Flanagan        | Vereinigte Staaten | 1:08:52 |
| 21      | 20. März 2011 | Zersenay Tadese -2-    | Eritrea                | 0 58:30    | Aberu Kebede            | Äthiopien          | 1:08:28 |
| 20      | 21. März 2010 | Zersenay Tadese        | Eritrea                | 0 58:23    | Peninah Jerop Arusei    | Kenia              | 1:08:38 |
| 19      | 22. März 2009 | Martin Kiptoo Lel -3-  | Kenia                  | 0 59:56    | Kara Goucher            | Vereinigte Staaten | 1:08:30 |
| 18      | 16. März 2008 | Haile Gebrselassie -2- | Äthiopien              | 0 59:15    | Salina Jebet Kosgei -2- | Kenia              | 1:09:57 |

#### Nicht rekordtauglicher Kurs (1991–2007)
| Ausgabe | Datum         | Männer                    | Nation                 | Zeit    | Frauen               | Nation    | Zeit    |
| ------- | ------------- | ------------------------- | ---------------------- | ------- | -------------------- | --------- | ------- |
| 17      | 18. März 2007 | Robert Kipkorir Kipchumba | Kenia                  | 1:00:31 | Rita Jeptoo Sitienei | Kenia     | 1:07:05 |
| 16      | 26. März 2006 | Martin Kiptoo Lel -2-     | Kenia                  | 0 59:30 | Salina Jebet Kosgei  | Kenia     | 1:07:52 |
| 15      | 13. März 2005 | Paul Tergat -2-           | Kenia                  | 0 59:10 | Susan Chepkemei -3-  | Kenia     | 1:08:49 |
| 14      | 28. März 2004 | Rodgers Rop               | Kenia                  | 0 59:49 | Joyce Chepchumba     | Kenia     | 1:08:11 |
| 13      | 16. März 2003 | Martin Kiptoo Lel         | Kenia                  | 1:00:10 | Derartu Tulu         | Äthiopien | 1:09:20 |
| 12      | 24. März 2002 | Haile Gebrselassie        | Äthiopien              | 0 59:41 | Susan Chepkemei -2-  | Kenia     | 1:08:23 |
| 11      | 1. Apr. 2001  | Hendrick Ramaala          | Südafrika              | 1:00:26 | Susan Chepkemei      | Kenia     | 1:05:44 |
| 10      | 26. März 2000 | Paul Tergat               | Kenia                  | 0 59:06 | Tegla Loroupe -6-    | Kenia     | 1:07:23 |
| 9       | 21. März 1999 | Japhet Kosgei Kipkorir    | Kenia                  | 1:00:01 | Tegla Loroupe -5-    | Kenia     | 1:07:52 |
| 8       | 15. März 1998 | António Pinto             | Portugal               | 0 59:43 | Catherina McKiernan  | Irland    | 1:07:50 |
| 7       | 9. März 1997  | Mohammed Mourhit          | Belgien                | 1:01:17 | Tegla Loroupe -4-    | Kenia     | 1:09:01 |
| 6       | 10. März 1996 | Clement Kiprotich         | Kenia                  | 1:01:15 | Tegla Loroupe -3-    | Kenia     | 1:07:12 |
| 5       | 12. März 1995 | Simon Lopuyet             | Kenia                  | 1:00:26 | Tegla Loroupe -2-    | Kenia     | 1:08:21 |
| 4       | 13. März 1994 | Andrés Espinosa           | Mexiko                 | 1:01:34 | Tegla Loroupe        | Kenia     | 1:09:27 |
| 3       | 14. März 1993 | Sammy Lelei               | Kenia                  | 0 59:24 | Nadezhda Wijenberg   | Russland  | 1:09:47 |
| 2       | 15. März 1992 | Tendai Chimusasa          | Simbabwe               | 1:01:17 | Heléna Barócsi       | Ungarn    | 1:10:01 |
| 1       | 17. März 1991 | Paul Evans                | Vereinigtes Königreich | 1:01:44 | Rosa Mota            | Portugal  | 1:09:53 |